# لدیک سبتا
لُدیِک سُبُتا (چکی: Luděk Sobota؛ زادهٔ ۲۷ مارس ۱۹۴۳) استندآپ کمدین و بازیگر اهل کشور جمهوری چک است. او در دانشکده تئاتر تحصیل کرد. او با پتر نارژنی و میلسلاو شیمک در یک گروه کمدی سه نفره بود. او همچنین به خاطر ارائه صداپیشگی برای شخصیت اصلی مجموعه بازی‌های ویدیویی «پُلدا» شهرت دارد.
از فیلم‌ها یا برنامه‌های تلویزیونی که وی در آن نقش داشته‌است می‌توان به لیگ محلی اشاره کرد.